# Marqués de Domecq
La ganadería del Marqués de Domecq (denominada oficialmente Ganadería Marqués de Domecq) fue una ganadería de reses bravas española referente en el encaste Juan Pedro Domecq, dentro del cual consiguió crear su propia línea con un tipo de toro diferente al de la ganadería de Juan Pedro Domecq. Las reses pastaban en la finca “Martelilla”, situada en el término municipal de Jerez de la Frontera, en la provincia de Cádiz; está inscrita en la Unión de Criadores de Toros de Lidia.
En el año 2011, el ganadero Fernando Domecq López de Carrizosa vendió la mayoría de las reses al ganadero valenciano Daniel Ramos, quedando únicamente el Marqués de Domecq con el hierro y un pequeño lote de vacas.

## Origen e historia de la ganadería
Francisco García Natera poseía desde 1931 una ganadería heredada de su padre Francisco García Pedrajas; ese mismo año es adquirida por Ramón Mora-Figueroa Ferrer, hijo de Francisca Ferrer, marquesa viuda de Tamarón. Junto a su hermano Jaime Mora-Figueroa Ferrer y después de haber comprado esta ganadería con la intención de rehacer el hierro que su madre vendió en 1920 al Conde de la Corte, compran a este una partida de reses y las unen a las ya adquiridas de Francisco García Natera (Pedrajas). Volvieron a marcar sus reses con el hierro del Marqués de Tamarón y a usar la divisa azul y amarilla, que es la que actualmente luce el Marqués de Domecq.
En 1945 la ganadería de los hermanos Mora-Figueroa es adquirida por Antonio Pérez de Herrasti, conde de Antillón y marqués de Albayda, que tenía desde 1928 otra ganadería formada con reses del Conde de la Corte. En 1947 la vende a Jerónimo Pérez de Vargas, marqués del Contadero. En 1949 pasa a Salvador Nogueras y por fin, en 1951 la adquiere Pedro Domecq Rivero, marqués de Domecq, que ese mismo año la cruza con reses de la ganadería de los “Hijos de Juan Pedro Domecq”. Desde 1955 se lidia como Ganadería Marqués de Domecq y se sustituye el hierro por el actual; aunque el encaste Domecq es mayoritario, queda un reducto de García-Pedrajas.

### Toros célebres
- Fresón: lidiado por César Rincón en Pamplona el 9 de julio de 1993. Rincón le cortó las dos orejas tras una gran faena y el toro fue premiado con el trofeo Carriquiri.[7][8]
- Gastasuelas: indultado por Antonio Ferrera en Albacete el 15 de septiembre de 2006. Fue el primer indulto en 38 años en la plaza albaceteña, tras indultarse un toro del Conde de la Corte en 1968 por Carnicerito de Úbeda.[9][10]
- Universal: toro negro bragado que corrió el encierro de Pamplona durante sus fiestas de Sanfermines que el 12 de julio de 2007 dejó siete heridos por asta de toro en el encierro, siendo el toro que más heridos ha dejado a su paso por el adoquín pamplonés. Fue uno de los más peligrosos y largos de la historia, durando 6 minutos y 9 segundos.
- Insensato: toro herrado con el n.º 55, de 510 kg de peso, hijo de la vaca Jabalina. El diestro Pepín Liria lo indultó el 15 de agosto de 2008 en la plaza de toros de El Puerto de Santa María.[11][12]
- Sedoso: lidiado por Rafael de Paula en Jerez el 17 de mayo de 1979, al que le cortó las dos orejas y el rabo. El toro fue premiado con la vuelta al ruedo y, en memoria de la faena, se colocó una placa conmemorativa en la plaza.[13][14]

## Características
La ganadería está formada con toros y vacas de Encaste Juan Pedro Domecq en la línea del Marqués de Domecq. Atienden en sus características zootécnicas a las que recoge como propias de este encaste el Ministerio del Interior:
- Toros elipométricos y eumétricos, más bien brevilíneos con perfiles rectos o subconvexos, con una línea dorso-lumbar recta o ligeramente ensillada; y la grupa, con frecuencia, angulosa y poco desarrollada y las extremidades cortas, sobre todo las manos, de radios óseos finos.
- Bajos de agujas, finos de piel y de proporciones armónicas, bien encornados, con desarrollo medio, y astifinos, pudiendo presentar encornaduras en gancho. El cuello es largo y descolgado, el morrillo bien desarrollado y la papada tiene un grado de desarrollo discreto.
- Sus pintas son negras, coloradas, castañas, tostadas y, ocasionalmente, jaboneras y ensabanadas, estas últimas por influencia de la casta Vazqueña. Entre los accidentales destaca la presencia del listón, chorreado, jirón, salpicado, burraco, gargantillo, ojo de perdiz, bociblanco y albardado, entre otros.

La procedencia y la línea de esta ganadería es la propia del Marqués de Domecq. Presentan las siguientes características:
- Toros hondos y enmorrilados, algo bastos, de complexión ancha y seriedad en la cara.
- Encornaduras astifinas y acapachadas o con las puntas hacia arriba.
- Sus pintas son de color castaño, colorado ojo de perdiz, negro y salpicado. Destacan la presencia de algún ensabanado y jabonero.

## Sanfermines
Los toros del Marqués de Domecq han sido habituales en los Sanfermines desde el año 1980, corriendo un total de 22 ocasiones. Se destacan aquí los encierros más destacados:

### 2001
Primer encierro del Marqués de Domecq del siglo xxi, caracterizado por la limpieza y rapidez de los toros, con una duración de 2 minutos y 18 segundos. No hubo heridos por asta de toro, aunque sí diversos contusionados. La corrida de esa tarde fue estoqueada por Jesulín de Ubrique, Finito de Córdoba y El Califa.

### 2004
El encierro de estos Sanfermines fue también un encierro rápido y limpio, durando un total de 2 minutos y 30 segundos; tampoco hubo heridos pro asta. La corrida fue lidiada por Uceda Leal, El Juli y César Jiménez.

### 2007
Este encierro fue el más peligroso del Marqués de Domecq en sus 22 ocasiones en Pamplona, dejando un total de 13 heridos, siete de ellos por asta de toro; la carrera duró 6 minutos y 10 segundos. Los toreros encargados de estoquear la corrida fueron Jesulín de Ubrique, Sebastián Castella y Alejandro Talavante.

## Premios y reconocimientos
- 1993: Trofeo Carriquiri por el toro Fresón, lidiado por César Rincón en Pamplona el 9 de julio.[7]